# Toquerville
Toquerville é uma cidade  localizada no estado norte-americano de Utah, no Condado de Washington.

## Demografia
Segundo o censo norte-americano de 2000, a sua população era de 910 habitantes.
Em 2006, foi estimada uma população de 1215, um aumento de 305 (33.5%).

## Geografia
De acordo com o United States Census Bureau tem uma área de
36,7 km², dos quais 36,7 km² cobertos por terra e 0,0 km² cobertos por água.

## Localidades na vizinhança
O diagrama seguinte representa as localidades num raio de 24 km ao redor de Toquerville.